# Jan Stejskal
Jan Stejskal (Brno, 1962. január 15. –) csehszlovák és cseh válogatott cseh labdarúgó, kapus, edző.

## Pályafutása

### Klubcsapatban
1972-ben a Zbrojovka Brno korosztályos csapatában kezdte a labdarúgást. 1982–83-ban, kötelező sorkatonai szolgálata alatt az RH Cheb kapusa volt. 1983-ban a Zbrojovka Brno, 1984 és 1990 között a Sparta Praha labdarúgója volt. A Spartával hét csehszlovák bajnoki címet és három kupagyőzelmet ért el. 1990 és 1994 között az angol Queens Park Rangers csapatában védett. 1994 és 1998 között a Slavia Praha játékosa volt. A Slaviával egy cseh bajnoki címet és két kupagyőzelmet szerzett. 1999-ben a Viktoria Žižkov csapatában fejezte be az aktív labdarúgást.

### A válogatottban
1986 és 1992 között 29 alkalommal szerepelt a csehszlovák válogatottban, és 1994-ben két alkalommal a cseh válogatottban. Tagja volt az 1990-es olaszországi világbajnokságon részt vevő csehszlovák csapatnak.

### Edzőként
Visszavonulása óta kapusedzőként dolgozik. 2000–11-ben a Sparta Praha, továbbá a cseh válogatott kapusedzője volt. 2012 óta a Baumit Jablonec kapusedzőjeként dolgozik.

## Sikerei, díjai
Sparta Praha
- Csehszlovák bajnokság
  - bajnok (7): 1983–84, 1984–85, 1986–87, 1987–88, 1988–89, 1989–90, 1990–91
- Csehszlovák kupa
  - győztes (3): 1984, 1988, 1989

 Slavia Praha
- Cseh bajnokság
  - bajnok: 1995–96
- Cseh kupa
  - győztes (2): 1997, 1999